# کم‌آب

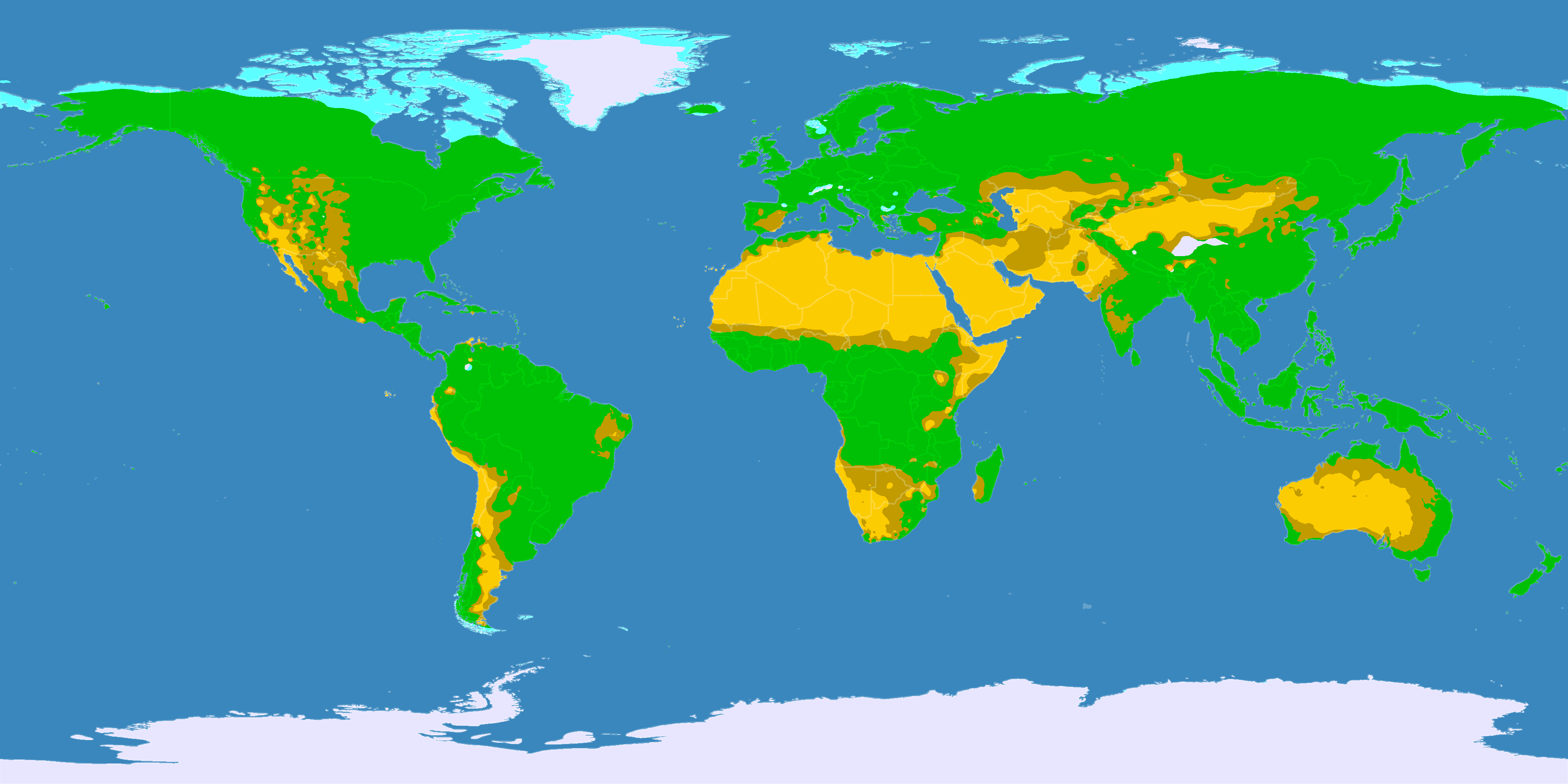
مناطق کم‌آب زمین

'کم‌آببو' (به انگلیسی: Arid) آب و هوا یا منطقه‌ای است که میزان بارندگی سالیانهٔ آن نیارمندی کشاورزی و روئیدنی‌ها را به زحمت تأمین نماید.